# 고독

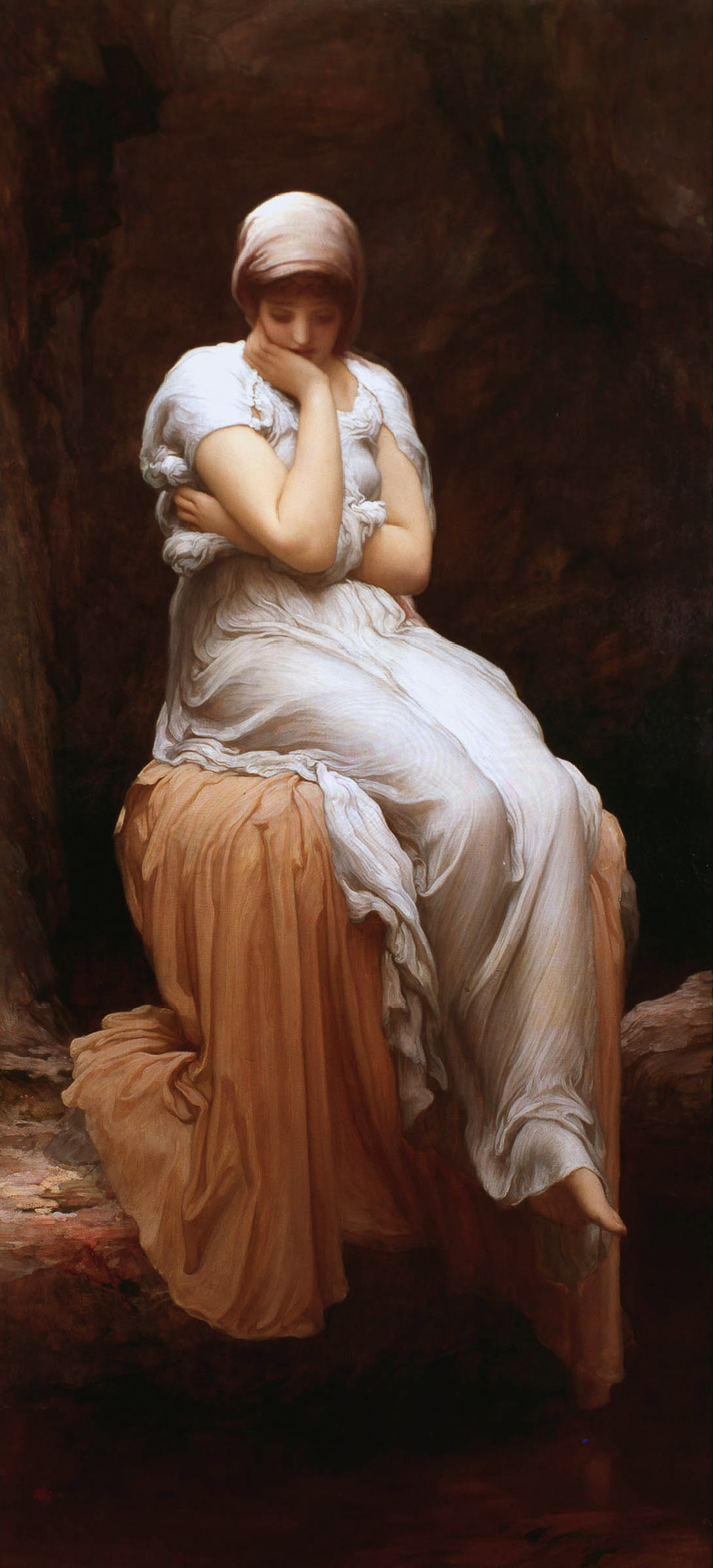

고독(solitude)은 사람들과의 접촉이 없는 것과 같은 차단(seclusion)되어 있거나 고립(isolation)되어 있는 상태를 가리킨다. 고독은 상황에 따라 긍정적 효과와 부정적 효과 모두 있다. 단기적 고독은 방해받지 않고 일하거나 생각하거나 쉴 수 있는 시간을 주기도 한다. 사생활(privacy)을 위하여 바람직하기도 하다. 바람직하지 않은 장기적 고독은 관계 파괴, 사랑하는 사람의 상실, 숙고가 필요한 선택, 전염병, 정신질환, 일주기율동수면장애(Circadian rhythm sleep disorder), 고용 환경 및 상황 환경 등으로부터 유래한다.
고독과 외로움(loneliness)에는 차이가 있다. 이 두 단어는 각각 혼자 있는 것에 대한 즐거움과 고통을 의미한다. 외로움과 달리 고독은 어떤 일에 몰입하는 데 도움이 되기도 한다.

## 건강 영향
완전한 격리로부터 오는 증상은 감각 차단(sensory deprivation)이라고 하는데, 이는 불안(anxiety), 환각(sensory illusion), 시간 및 인지 왜곡(distortions of time and perception)이 있다. 그러나 이는 단순히 사람과의 접촉이 없는 상태뿐 아니라 감각 기관(sensory systems)의 자극이 전혀 없는 것을 말한다. 이는 마음을 분주하게 만드는 것을 통해 피할 수 있다.
장기적 고독은 대인관계를 형성하는 능력 부족으로 인한 외로움이나 소외(reclusion)를 일으킨다는 점에서 바람직하지 못한 것일 수도 있다. 또한 임상우울증(clinical depression)을 유발하기도 하는데, 일부는 이에 대하여 부정적으로 생각하지 않는다. 승려나 수도승 등과 같은 경우 장기적 고독을 영적 깨달음의 수단으로 보기도 한다. 섬에 고립된 사람들은 수년간 고독에 처하였음에도 불구하고 이후에 정신질환이 보고되지는 않았다. 조현병(schizophrenia)이나 분열성 인격장애(schizoid personality disorder)는 고독을 추구하는 경향이 강하다.
독방구금과 같은 강제된 외로움은 오래전부터 처벌 수단이 되어 왔다. 일종의 고문 수단이기도 하였다.
감정적 고립(Emotional isolation)은 건실한 사회적 네트워크(social network)를 가지고 있으면서도 감정상 타인과 격리되어 있는 상태를 말한다.
로버트 코플란(Robert J. Coplan)과 줄리 보우커(Julie C. Bowker) 등의 연구자들은 고독한 행동습관이나 고독이 유전적으로 기능부전에 해당하고나 바람직하지 못하다는 주장에 반대해왔다. 2013년 출간된 이들의 저서 『고독에 관한 수첩(A Handbook of Solitude)』에서, 이들은 어떻게 고독이 자부심(self-esteem)을 강화하고 명료함을 가져다주며 치료해 주는지를 설명한다. 개정판에서는 이러한 의견에 동의하는 동료 심리학자들은 물론, 이러한 문제를 다루는 다른 분야 학자들도 참여하였다. 그중 잭 퐁(Jack Fong)이 작성한 장에서는, 고독이 단순히 인생을 정리하고 되돌아보려는 사람에게 삶의 흔적을 추적하는 것 같은 것 이상이라는 관점을 제시한다. 또한 지도자들에게 있어서는 사회를 심지어 고도로 정치화된 사회를 항해하듯 훑어보게 하는 사회학적 단서를 제공하기도 한다. 이런 과정에서, 독방감금된 정치범 수용자들은 사회에 대한 자신의 관점을 규정하는 방법을 알아내는 것이 시험대에 오른다. 따라서 퐁, 코플란, 보우커는 상황에 따라 좌우되겠지만 고독의 경험을 통하여 집단적이거나 사회학적인 것뿐 아니라 내재적이고 개인적인 것도 깨닫게 된다고 본다.

## 심리학적 효과

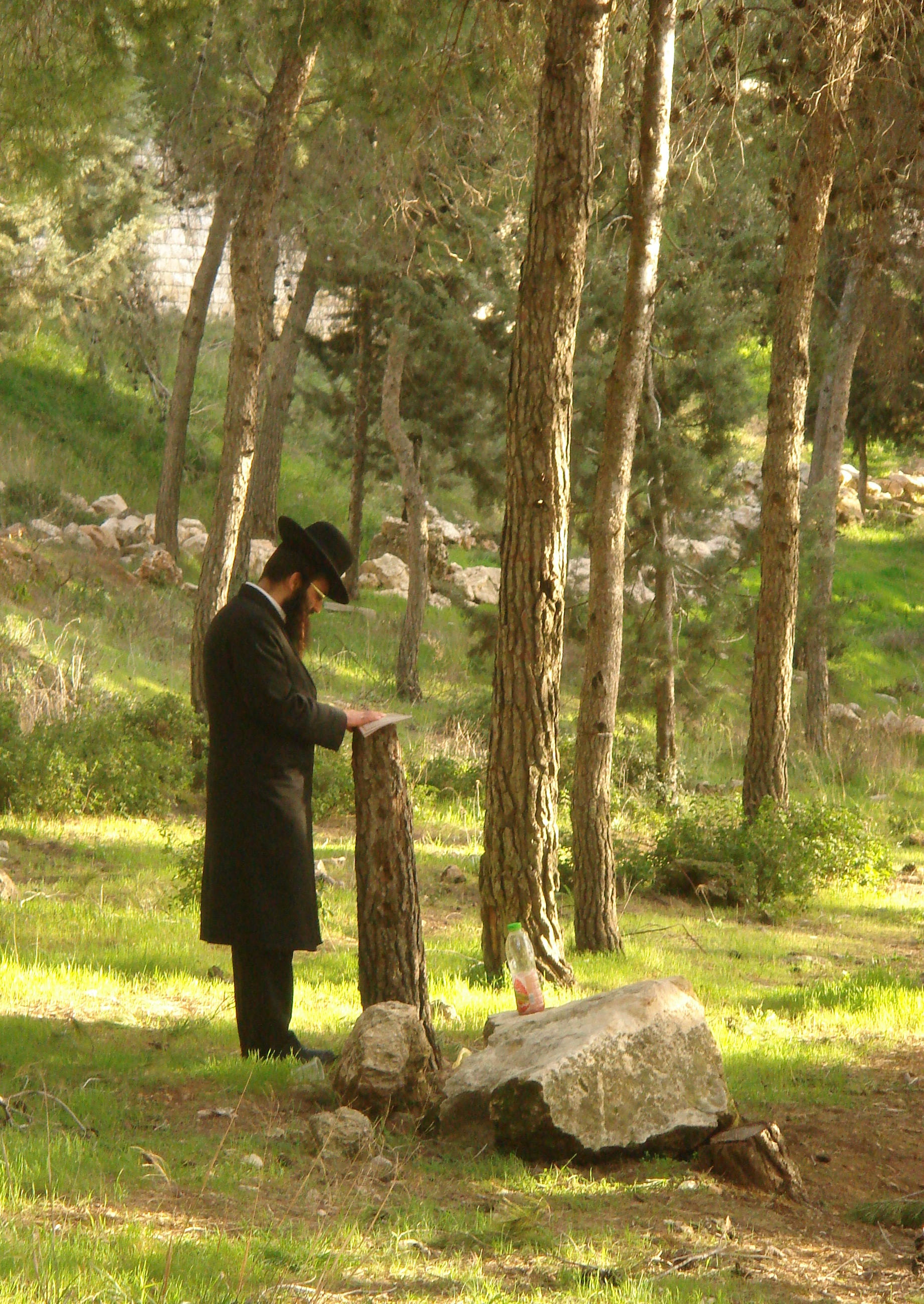
Breslover Hasid practicing hitbodedut.

고독의 심리학적 효과는 긍정적인 부분과 부정적인 부분 모두 다 있다. 대부분의 시간은 이러한 영향과 지속성이 한 개인이 격리 상태에 들인 시간의 양으로 결정되기도 한다. 긍정적 효과는 자유에서 영성의 확장까지 다양하지만, 부정적인 영향력은 사회로부터 격리되고 정신병을 유발하기도 한다는 것이다. 긍정적인 고독이 바람직하기도 하지만, 부정적인 고독은 발생하였을 때 비자발적이거나 바람직하지 않다.

### 긍정적 영향
해방감(freedom)은 고독이 주는 혜택 중 하나이다. 타인의 제약은 고독에 시간을 들이고 있는 사람에게 어떤 영향도 없을 것이며, 행동에 더 많은 자유를 줄 것이다. 해방감이 늘어나면서 개인의 선택은 타인과의 교류를 통해 영향받을 가능성이 적어진다.
해방감이 주어지면 창조성(creativity)이 타오르기도 한다. 고독은 해방감을 늘려주며, 주의를 분산시키는 것들로부터 해방되는 것은 창조성을 유잘할 잠재력이 있다. 1994년 심리학자 미하이 칙센트미하이(Mihaly Csikszentmihalyi)은 혼자 있는 것을 견디기 어려워하는 청소년은 창조적인 재능을 기르지 못한다는 것을 발견하였다.
또다른 이점으로는 자기 계발이다. 타인으로부터 고독을 유지하면 자기개념(self-concept)을 변화시키는 경험을 하게 된다. 이는 외부의 방해 없이 정체성을 형성하거나 발견하는 것을 돕는다. 고독은 또한 사색의 시간, 영성의 성장, 자기반성의 기회를 제공한다. 이런 상황에서, 고독한 상태에 있는 사람은 타인과의 의미있는 관계를 가지고 있다는 사실을 알게 되면서, 외로움(loneliness)은 피할 수 있게 된다.

### 부정적 영향
부정적 영향은 수감자에게서 보인다. 고독에 많은 시간을 들인 수감자의 행동은 악화된다. 고독은 건강을 악화시키는 인체생리반응을 유발할 수 있다.
부정적 영향은 나이에 따라 다르기도 한다. 고독을 자주 경험하는 초등생 아이들은 부정적으로 반응하기도 한다. 대개는 이 나이대 아이의 고독은 본인이 선택한 것이 아니기 때문이다. 초등생들의 고독은 자신이 어떻게 사회적으로 상호소통할지에 대해서 불확실할 때 발생하여, 아이는 혼자 있길 좋아하고 수줍음을 타거나 사회적 거부(social rejection)를 보인다.
10대들은 주변에 사람이 없으면 외로움이나 불행함을 더 잘 느끼게 되지만, 앞서 혼자 있는 시간을 갖게 되면, 이후엔 타인과의 즐거운 경험을 가질 가능성도 높다. 그러나 혼자 있는 시간을 자주 갖는 10대는 혼자 있는 시간과 사회활동하는 시간을 균형 있게 갖는 10대들 보다 좋은 조정능력을 갖기 힘들다.

## 기타 사용법

### 즐거움

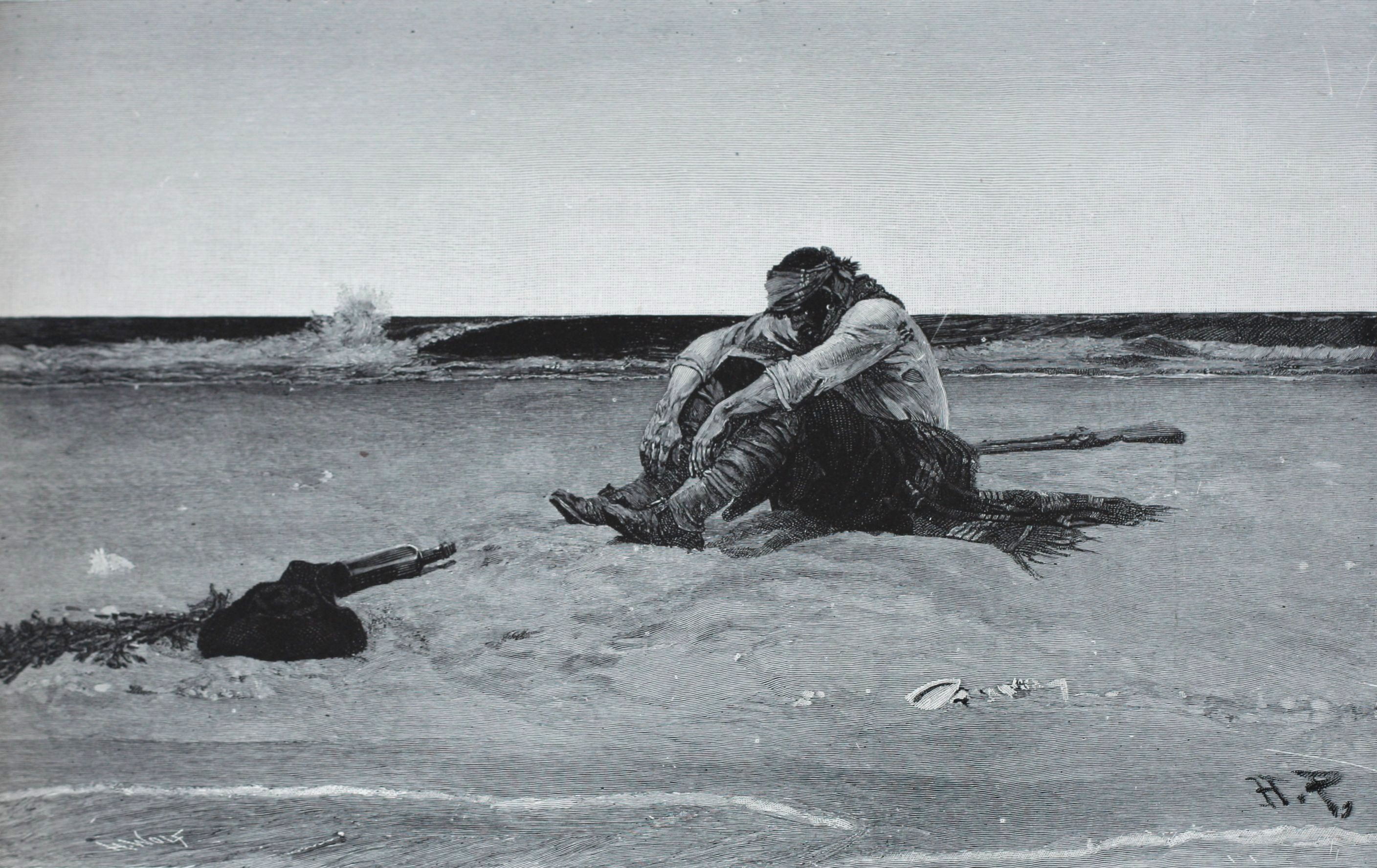
Howard Pyle's 19th century illustration of a marooned pirate.

고독은 반드시 외로움을 수반하지 않으며, 신중한 목적으로 선택한 이들에게 진정한 즐거움을 주는 자원이 될 수 있다. 보다 의미있고 생생한 존재감을 발견하고자 고독을 찾기도 한다. 예를 들어, 종교에서 성인들은 침묵을 통하여 신과의 합일성을 깨닫는 즐거움을 발견하였다. 고독은 긍정적으로 수정될 수 있는 상태로, 기도하기 위하여 활용하고 "스스로와 함께 그리고 신과 함께 혼자 있으며 신의 뜻을 듣고 마음에서 움직이는 무언가를 들어서 관계를 정화하는 것이다. 고독과 침묵은 신이 묵는 공간이자 우리 자신을 회복하고 인간성을 성장하는 능력인 것이다."
부처는 감각의 주입과 신체의 필수 활동, 외부 욕구, 사회적 소통까지 차단한 채, 명상(meditation)을 활용하여 깨달음을 얻었다. 고독을 통하여 내면으로부터의 기쁨을 얻지만, 외부세계로부터우완벽한 차단을 의미하는 것은 아니다.
에드워드 애비(Edward Abbey)의 저서 『사막 고독(Desert Solitaire)』에서 이러한 것이 잘 설명되어 있다. 여기서 그는 타인으로부터의 격리에만 집중된 고독은 외부 세계와의 연결을 가능하게 하며, 인간과의 소통이 없는 곳에서 자연세계는 동반자가 된다고 하였다. 이런 맥락에서 고독을 찾는 사람은, 개인의 깨달음이나 자기반성을 얻게 되기도 하지만 이것이 정확한 목적은 아니며, 인간의 관점이 완벽히 제거된 자연세계를 이래하려고 함으로써, 인간이 완전히 사라진 상태에서 조금씩 얻게 되는 마음의 상태를 얻기 위하여 그렇게 하는 것이다. 심리학에서 내향적 인간은 사람들과 떨어져서 충전하는 시간을 필요로 한다고 본다. 사회에 무관심한 사람은 혼자서 업무를 처리하는 환경에서 기쁨을 얻는다고 한다.

### 처벌
독방감금 형태의 격리는 중범죄자나 수감자와 있으면 마찰이 있을 가능성이 있거나 자살 가능성이 있거나 중병이 있는 수감자에게 내리는 처벌 혹은 예방책으로, 전세계 많은 나라에서 시행중이다. 연구자들은 독방감금이 수감자들로 하여금 폭력을 행사하는 것을 막지 못한다는 것을 발견하였다.

### 치료
정신병원에선 폭력성이 있거나 파손행위를 하는 환자에게 전적 혹은 부분 격리를 시행한다. 이를 통해 이들 환자의 욕구를 다루고, 나머지 환자들을 보호하려 한다.

## 같이 보기
- 감정적 고립
- 개인주의
- 게슈탈트 요법
- 고독사
- 무연사회
- 사회적 고립
- 외로움
- 외톨이 늑대
- 은자
- 히키코모리